# Rue François Ponsard
Koordinaten: 48° 52′ N, 2° 16′ O
Die Rue François Ponsard ist eine 136 Meter lange und 12 Meter breite Straße im Quartier Muette des 16. Arrondissements von Paris.

## Lage
Die Straße beginnt bei Nummer 2 der Chaussée de la Muette und endet bei Haus Nummer 5 der Rue Gustave Nadaud.

## Namensursprung

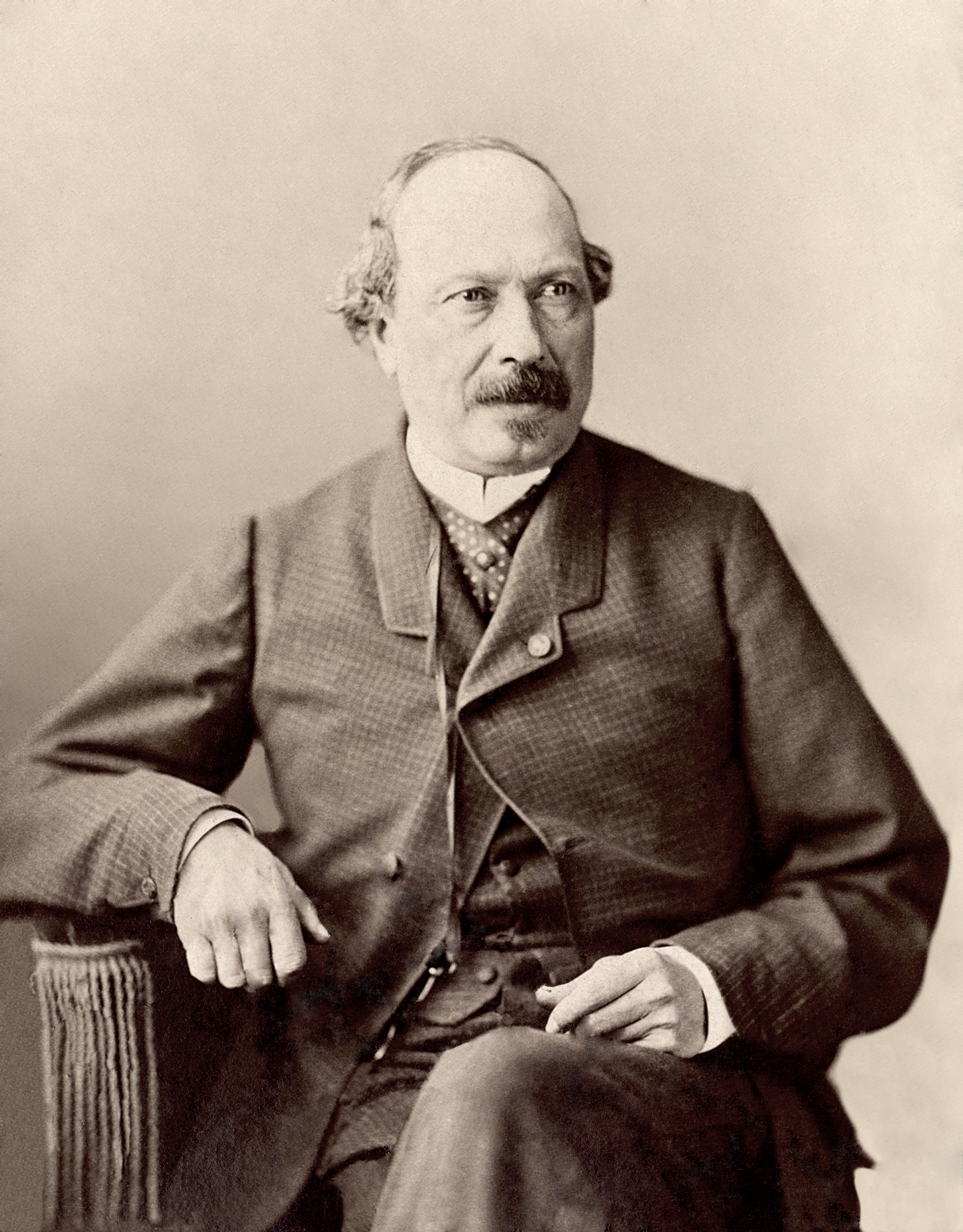
François Ponsard, von Nadar

Die 1904 offiziell eröffnete Straße erhielt ihren Namen zu Ehren des Dramatikers François Ponsard (1814–1867), der seinen letzten Wohnsitz unter Nummer 9 der benachbarten Rue de la Pompe hatte und dort am 7. Juli 1867 verstarb.

## Geschichte
Ihre Anlage erfolgte auf der Rückseite der Grundstücke Nummern 1–11 der östlich gelegenen Rue de la Pompe. Auf deren Anwesen hatten im 19. Jahrhundert neben Ponsard auch die Schriftsteller George du Maurier (1834–1896; als Kind zwischen 1842 und 1847 in einem Eckhaus zur Rue de Passy) und Jules Janin (1804–1874; von 1856 bis zu seinem Ableben in einem Landhaus unter Nummer 11 zur benachbarten Avenue de la Petite-Muette) gelebt.
Die Bebauung des Geländes westlich der Rue François Ponsard mit Wohngebäuden erfolgte erst in der zweiten Hälfte des 19. Jahrhunderts infolge der 1854 begonnenen Eisenbahnstrecke von Passy nach Auteuil, wodurch das vorher zum Schloss La Muette gehörende Parkgelände aufgeteilt wurde. Auf dem Gelände wurde von der Compagnie des chemins de fer de l’Ouest in überdachten Gräben die Verbindung zwischen der Linie petite ceinture (Zweig der Linie Auteuil südlich des Bahnhofs in der Avenue Henri Martin) und dem Bahnhof Champ de Mars für die Weltausstellung 1900 gebaut. Das Gelände wurde 1924 aufgegeben. Erst seit 1988, nach 64 Jahren, wird die Linie wieder für einen Zweig der Ligne d'Ermont - Eaubonne à Champ-de-Mars ( ) benutzt.

## Literarische Erwähnung
In seinem autobiografisch gefärbten Roman Peter Ibbetson beschreibt George du Maurier diesen Vorgang aus Sicht eines Erwachsenen, der nach mehr als einem Jahrzehnt an den Ort seiner Kindheit zurückkehrt: Peter Ibbetson besucht das Anwesen, auf dem er aufgewachsen ist und sucht die alte Parkhecke, in die sie damals einen Durchgang gemacht haben, um in den Bois de Boulogne zu gelangen. Diese müsste sich in etwa dort befunden haben, wo sich die heutige Rue François Ponsard befindet. Ernüchtert stellt er fest, dass die Hecke ebenso verschwunden war wie der ganze Park dahinter, der zerstückelt und zerstört in kleine Parzellen aufgeteilt worden war, auf denen sich jetzt eine Vielzahl kleiner Gärten mit weißen Villen befand. Außerdem befand sich auf dem Gelände eine Eisenbahnstrecke.